# 232 TCN
232 TCN là một năm trong lịch La Mã.